# Вогачица
Вогачица (алб. Vogaçicë) је насеље у општини Липљан, Косово и Метохија, Република Србија.

## Географија
Вогачица се налази на 869 метара надморске висине, и то на координатама 42° 35′ 24" северно и 21° 19′ 48" источно.
Налази се на око шеснаест километара од Приштине.

## Демографија
| Етнички састав према попису из 1981.‍ | Етнички састав према попису из 1981.‍ | Етнички састав према попису из 1981.‍ | Етнички састав према попису из 1981.‍ | Етнички састав према попису из 1981.‍ |
| ------------------------------------ | ------------------------------------ | ------------------------------------ | ------------------------------------ | ------------------------------------ |
|                                      |                                      |                                      |                                      |                                      |
| Албанци                              | Албанци                              |                                      | 47                                   | 100,00%                              |

| Демографија | Демографија | Демографија |
| Година      | Становника  | Становника  |
| ----------- | ----------- | ----------- |
| 1948.       | 60          |             |
| 1953.       | 75          |             |
| 1961.       | 90          |             |
| 1971.       | 96          |             |
| 1981.       | 47          |             |
| 1991.       | 147         |             |